# Список музеїв Бургенланда
Цей список музеїв у землі Бургенланд, Австрія містить музеї, визначені для цього контексту як установи (включно з некомерційними організаціями, державними установами та приватними підприємствами), які збирають і піклуються про об'єкти культурного, мистецького, наукового чи історичного інтересу та зробити свої колекції або пов'язані з ними експонати доступними для загального огляду. Також включено некомерційні художні галереї та університетські художні галереї.
| Назва                                          | Фото | Локація                       | Тип                   | Опис |
| ---------------------------------------------- | ---- | ----------------------------- | --------------------- | --- |
| Австрійський єврейський музей                  |      | Айзенштадт                    | Історія               | Сайт, історія євреїв у Бургенланді, у приватній синагозі |
| Курортний музей Бад-Тацмансдорфа               |      | Бад-Тацманнсдорф              | Історія               | Сайт, історія міського бальнеологічного курорту |
| Музей хліба в Бад-Тацмансдорфі                 |      | Бад-Тацманнсдорф              | Музей їжі             | Сайт, історія хліборобства |
| Бауернмузей Єннерсдорф                         |      | Єннерсдорф                    | Сільське господарство | Сайт, історичний сільськогосподарський інвентар, меблі, інструменти |
| Скельний музей Бернштейна                      |      | Бернштайн                     | Природознавство       | Сайт, видобуток серпантину, гірські породи, мінерали |
| Бург Гюссінг                                   |      | Гюссінг                       | Історичний будинок    | Середньовічний замок із колекціями мистецтва, музики, книг, їжі, інструментів полювання, чавунних виробів, мініатюрних діорам                                                                                            |
| Замок Локенгаус                                |      | Льокенгауз                    | Історичний будинок    | Романо-готичний замок-фортеця, експозиція про тамплієрів |
| Замок Шлайнінг                                 |      | Штадтшлайнін                  | Історичний будинок    | Середньовічний замок із Європейським музеєм миру |
| Бургенландський музей пожежників               |      | Айзенштадт                    | Вогнеборство          | Сайт |
| Будинок історії Бургенланда                    |      | Більдайн                      | Історія               | Сайт, історії району |
| Державна галерея Бургенланда                   |      | Айзенштадт                    | Мистецтво             | Сайт, експонати місцевого сучасного візуального мистецтва |
| Замок мистецтв                                 |      | Поцнойзідль                   | Мистецтво             | Сайт, експозиція ікон, центр мистецтва та антикваріату |
| Єпархіальний музей Айзенштадта                 |      | Айзенштадт                    | Релігія               | Сайт, церковне мистецтво та артефакти римо-католицької єпархії Айзенштадта |
| Сільський музей Менхгоф                        |      | Менхгоф                       | Під відкритим небом   | Сайт, включає господарські будівлі, гостинний двір, школу, театр, ратушу, пожежну частину, ремісничі майстерні, крамниці, чумало, млин, церкву.                                                                          |
| Музей емігрантів - будинок Йозефа Райхля       |      | Гюссінг                       | Місцевий              | Інформація, два музеї в одній будівлі, історія місцевої імміграції до Америки та виставка про місцевого поета Йозефа Райхля                                                                                              |
| Європейський музей миру                        |      | Штадтшлайнінг                 | Мир                   | Сайт, причини та структури насильства та війни, шляхи подолання повсякденного насильства, розташований у Бург Шлайнінг, керується Європейським університетом миру                                                        |
| Замок Форхтенштейн                             |      | Маттерсбург                   | Історичний будинок    | Середньовічний замок-фортеця з відреставрованими інтер'єрами в стилі бароко, колекціями декоративного мистецтва та зброї                                                                                                 |
| Музей під відкритим небом Бад-Тацмансдорф      |      | Бад-Тацманнсдорф              | Під відкритим небом   | Сайт, житлові та господарські будівлі кінця 18 — початку 20 століття |
| Музей під відкритим небом Ансамбль Герерсдорф  |      | Герерсдорф                    | Під відкритим небом   | Сайт, солом'яні будинки, господарські будівлі, сільське господарство і життя |
| Будинок Гайдна в Айзенштадті                   |      | Айзенштадт                    | Музика                | Сайт, один із будинків композитора Йозефа Гайдна, експонати історії місцевої музики |
| Церква Гайдна                                  |      | Айзенштадт                    | Релігія               | Сайт, включає мавзолей Йозефа Гайдна, скарбницю |
| Палац Лакенбах                                 |      | Айзенштадт                    | Природознавство       | Сайт, Палац епохи Відродження та природний тематичний парк, музей з експозицією про природу та історію людства, археологію, мисливство та лісове господарство, деревину, проблеми клімату, туризм, мистецтво та культуру |
| Державний музей Бургенланда                    |      | Айзенштадт                    | Місцевий              | Сайт, краєзнавство, культура, археологія, мистецтво, фольклор, природознавство |
| Музей сільськогосподарської техніки Бургенланд |      | Санкт-Михаель-ім-Бургенланд   | Сільське господарство | Сайт, сільськогосподарська техніка, трактори, парові машини, процесори, комбайни, інструменти |
| Місце народження Ференца Ліста                 |      | Райдінг                       | Музика                | Сайт, життя композитора Ференца Ліста |
| Гірничий музей Гоберлінг                       |      | Штадтшлайнінг                 | Гірничий              | Сайт, видобуток сурми |
| Музей Джойс                                    |      | Йойс                          | Місцевий              | Сайт, включає в себе 1938 класів, виноробство, краєзнавство |
| Музей Обершютцен                               |      | Обершютцен                    | Місцевий              | Сайт, краєзнавство, народна культура |
| Музей годинників                               |      | Ашау                          | Годинництво           | Сайт, годинникові роботи, годинники та виготовлення годинників |
| Міський музей Пінкафельда                      |      | Пінкафельд                    | Місцевий              | Сайт, історія міста, культура, скам'янілості, археологічні знахідки |
| Римський музей Святого Мартіна                 |      | Санкт-Мартін-ан-дер-Рааб      | Археологія            | Сайт[недоступне посилання], розкопані римські артефакти та останки |
| Замок Дойчкройц                                |      | Оберпуллендорф                | Мистецтво             | Сайт, твори Антона Лемдена |
| Замок Естергазі                                |      | Айзенштадт                    | Історичний будинок    | Бароковий палац, сади, музей вина |
| Музей Шнапса Нойзідль поблизу Гюссінг          |      | Нойзідль поблизу Гюссінг      | Напої                 | Сайт, культура і мистецтво винокуріння |
| Міський музей Штадтшлайнінга                   |      | Штадтшлайнінг                 | Місцевий              | Сайт, історія міста, культура |
| Музей Штайнмеца Кайзерштайнбрух                |      | Брукнойдорф                   | Місцевий              | Сайт, історія, добування каменю |
| Музей Тауер                                    |      | Брайтенбрунн-ам-Нойзідлер-Зее | Місцевий              | Сайт, історія міста, культура, природознавство |
| Винний музей в замоку Естергазі                |      | Айзенштадт                    | Вино                  | Розташований в замку Естергазі, показано історію виноробства області |
| Вітряк Подерсдорф                              |      | Подерсдорф                    | Млин                  | Сайт, працюючий вітряк |
| Музей вина Мошендорфа                          |      | Мішендорф                     | Напої                 | Сайт, інформація |
| Музей вина Некенмаркт                          |      | Некенмаркт                    | Напої                 | Сайт |